# Fran Lebowitz
Frances Ann "Fran" Lebowitz, född 27 oktober 1950 i Morristown, New Jersey, är en amerikansk författare och föredragshållare ("public speaker"). Hon är framförallt känd för sin humoristiska stil som ofta beskrivs som sardonisk.
Lebowitz föddes i en judisk familj i Morristown, New Jersey men tog sig redan som 18/19-åring till New York, utan vare sig fast inkomst eller fullgjord, formell utbildning. Hon körde taxi i New York under en tid för att försörja sig. Hennes dröm var tidigt att skriva, och hon blev på 1970-talet en del av dåtidens författar- och konstnärskretsar i New York. En av hennes tidiga jobb var som skribent på en av Andy Warhols tidskrifter. 
Hon har en välkänd image som den "ultimata new york-bon" och har upprepade gånger sagt att hon aldrig skulle kunna tänka sig att bo nån annanstans än i just New York. Hon har varit en flitigt inbjuden gäst till olika pratshower, och har gjort sig ett namn som en uppskattad föredragshållare (vad som på engelska kallas "public speaker"). Hon skämtar själv om att hon har åsikter om i stort sett allt, från smått till stort. Förutom litteratur, har hon frekvent kommenterat politiska skeenden i USA. 
Martin Scorsese har gjort en dokumentärfilm om henne för Netflix, Pretend It's a City (2021).

## Personligt
Lebowitz är lesbisk, och har alltid bott ensam även om hon haft olika förhållanden.
Hon var en nära och långvarig vän till författaren Toni Morrison.